# Vytautas Žalakevičius
Vytautas Žalakevičius (* 14. April 1930 in Kaunas, Litauen; † 12. November 1996 in Vilnius, Litauen) war ein litauischer Drehbuchautor und Regisseur.

## Leben und Werk
Nach dem Abitur an der 1. Mittelschule Kaunas studierte Žalakevičius zunächst von 1948 bis 1950 an der mathematischen Fakultät der Universität Vilnius. Anschließend nahm er ein Regiestudium an der Moskauer Filmhochschule (WGIK) auf, wo er von renommierten Dozenten wie Grigori Alexandrow und Micheil Tschiaureli unterrichtet wurde. 1956 beendete er sein Regiestudium mit dem Abschlussfilm Skenduolis (dt. 'Der Ertrunkene'). Seinen ersten abendfüllenden Spielfilm, Adam will ein Mensch werden, mit Donatas Banionis in der Hauptrolle, inszenierte er drei Jahre später für das Studio Vilnius. Der Film, für dessen Szenarium er ebenfalls verantwortlich war, wurde aufgrund der modernen formalen Gestaltung von Filmkritikern kontrovers aufgenommen, inspirierte aber eine Reihe junger sowjetischer Regisseure und fand schließlich reges Zuschauerinteresse. Ein Jahr später realisierte er als künstlerischer Leiter gemeinsam mit anderen litauischen Regisseuren den Episodenfilm Lebende Helden, der ihm den Hauptpreis des XII. Internationalen Filmfestivals Karlovy Vary einbrachte.
1966 gelang ihm mit dem Film Niemand wollte sterben sein größter kommerzieller Erfolg, der ihn, sowie die Schauspieler Donatas Banionis und Regimantas Adomaitis, den endgültigen Durchbruch im Filmgeschäft verschaffte. Für den Streifen Das süße Wort Freiheit wurde er 1973 mit dem Großen Preis des Moskauer Filmfestivals geehrt, woraufhin er zu Mosfilm wechselte, wo er von 1974 bis 1980 mehrere Streifen verfilmte. Anschließend kehrte er nach Litauen zurück, wo er nach dem Zusammenbruch der Sowjetunion half, eine neue unabhängige litauische Filmindustrie aufzubauen.

## Filmografie (Auswahl)
- 1959: Adam will ein Mensch werden (Adomas nori būti žmogumi)
- 1963: Chronik eines Tages (Vienos dienos kronika)
- 1965: Niemand wollte sterben (Niekas nenorėjo mirti)
- 1972: Das süße Wort Freiheit (Это сладкое слово — свобода!)
- 1978: Zentauren (Kentaurai)
- 1980: Erzählungen eines Unbekannten (Nepažįstamo žmogaus pasakojimas)
- 1981: Der Fakt (Faktas)
- 1982: Entschuldigung (Atsiprašau)
- 1987: Savaitgalį pragare
- 1991: Žvėris, išeinantis iš jūros